# Euphrosyne (mythologie)
Pour les articles homonymes, voir Euphrosyne.

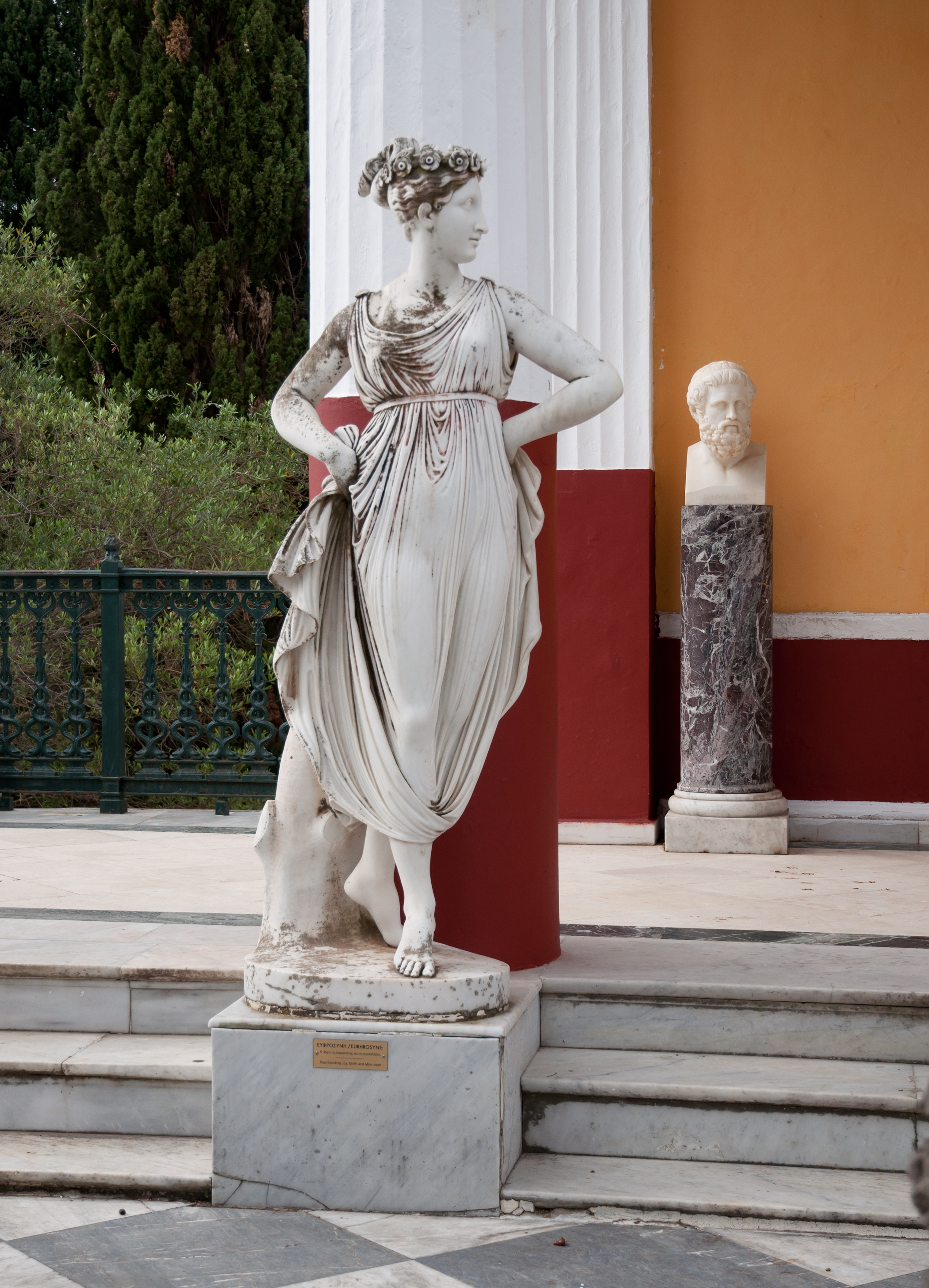
Statue d'Euphrosyne à Corfou.

Dans la mythologie grecque, Euphrosyne (en grec ancien Εὐφροσύνη / Euphrosúnê, « la Joie »), parfois appelée Eutychia (Εὐτυχία / Euthykia, « Bonne chance ») ou Euthymie (Εὐθύμία / Euthúmia, « la Confiance ») est l'une des trois Charites, fille de Zeus et de l'Océanide Eurynomé ou de l'Heure Eunomie (ou selon Hygin, d'Érèbe et de Nyx) et sœur d'Aglaé et de Thalie. Elle représente la Joie poussée à son sommet, l'Acclamation, la Bonne chère, le Courage, la Confiance, l’Allégresse, la Jubilation, l'Hilarité, le Plaisir, la Gaieté et la Joie de vivre.

## Sources
- Pseudo-Apollodore, Bibliothèque [détail des éditions] [lire en ligne] (I, 3, 1).
- Hésiode, Théogonie [détail des éditions] [lire en ligne] (v. 907).
- Hygin, Fables [détail des éditions] [(la) lire en ligne] (Préface).
- Hymnes orphiques [détail des éditions] (lire en ligne) (LX aux Charites).
- Pausanias, Description de la Grèce [détail des éditions] [lire en ligne] (IX, 35, 1).
- Pindare, Odes [détail des éditions] (lire en ligne) (Olympiques, 14, str. 1-2), Fragment 155.